# Magòria-La Campana (metrostation)
Magòria | La Campana is een treinstation van FGC in het district Sants-Montjuïc en is ook een (metro)station van de metro van Barcelona en Metro del Baix Llobregat. Het is geopend in 1997 in de buurt van het buiten gebruik geraakte station, Magòria. Het wordt aangedaan door metro van Barcelona lijn 8 en FGC-lijnen S33, S4, S8, R5 en R6. Dit station ligt onder Gran Via de les Corts Catalanes en heeft hier ook zijn ingangen.

## Lijnen
- FGC Metro van Barcelona - L8
- FGC Metro del Baix Llobregat - R5, R6, S33, S4, S8